# Алькарас, Эдуардо
Альфре́до Верга́ра Мора́лес (исп. Alfredo Vergara Morales, выступавший под псевдонимом Эдуа́рдо Алька́рас исп. Eduardo Alcaraz)  (13 апреля 1915, Сантьяго, Чили — 18 апреля 1987, Мехико, Мексика) — мексиканский актёр чилийского происхождения, мастер дубляжа, певец, танцор и телеведущий.

## Биография
Родился 13 апреля 1915 года в Чили. Был характерным и комедийным актёром, в кино исполнял в основном роли банкиров и бизнесменов. Он начинал свою творческую карьеру в качестве певца и танцора, исполняя песни и танго, а также был актёром оперетты, где принимал участие в музыкальных пьесах. В 1950 году он переехал в Мехико, где начал сниматься в кино, где он за всю свою жизнь снялся в 156 работах, среди которых присутствовали и теленовеллы. Был телеведущим телепрограммы «Клуб Рона Потреро». Кроме этого он был ещё и актёром дубляжа, который озвучил множество ролей в мультфильмах, а также сотни зарубежных актёров в фильмах и сериалах. У него обострился сахарный диабет, который ещё больше усугубился в связи с трагической гибелью своей жены в ДТП, что привело к ампутации одной ноги, но, несмотря на это, актёр  снимался до последнего. В 1987 году успел сняться сразу в двух теленовеллах.
Скончался 18 апреля 1987 года в Мехико от сахарного диабета.

## Личная жизнь
Эдуардо Алькарас женился на Лурдес Ромеро Тангуме, которая подарила актёру трое детей — Мигель Анхель, Гуадалупе и Эдуардо-младший. Супружеская пара жила дружно и счастливо до трагической гибели Лурдес в 1983 году в результате ДТП.

## Фильмография

### В качестве актёра

#### Фильмы

##### Эпоха Золотого века мексиканского кинематографа
- 1951 — Женская тюрьма — лейтенант.
- 1952 — Две стороны назначения — полицейский агент (в титрах не указан).
- 1952 — Сейчас я богатый — Доктор Веласко.
- 1953 — Сеньор фотограф — Коронель.
- 1954 — Восстание повешенных — доктор.
- 1954 — Камелия
- 1955 — Попытка преступления — Кордо Асуара (в титрах не указан).
- 1955 — Семь девушек — певец.
- 1955 — Школа бродяг — Аудифас.
- 1956 — Тайная любовница — Сеньор Аруса.
- 1956 — Третье слово — администратор Рольдан.
- 1957 — Пабло и Каролина — Гильермо.
- 1957 — Похитители тел — шеф полиции
- 1958 — Школа карманников — Тоньо.

##### Фильмы последующих лет
- 1967 — Его превосходительство — Дон Салусито Менчаса.
- 1968 — Валентин из Сьерры
- 1968 — C моим оружием — Дон Чучито.
- 1969 — Большое приключение
- 1969 — Как кошка с собакой — Дон Хуан.
- 1969 — Кихот без пятна — Адвокат.
- 1969 — Несвоевременное уведомление — Доктор.
- 1969 — Приключения Хулиансито
- 1969 — Наставила рога под кроватью
- 1970 — Большой состав преступления
- 1978 — Пчёлы — Израильтянин.
- 1974 — Смерть Панчо Вильи.
- 1981 — Зорро, голубой клинок — Дон Хосе.
- 1981 — Шахматист
- 1982 — Подметальщик улиц — Дон Чафас.

#### Сериалы

##### Televisa
- 1968 — Легенды Мексики
- 1971 — Итальянка собирается замуж — Витторио Маглионе.
- 1972 — Молодая женщина — Федерико Рикарте.
- 1974 — Мир игрушки — Педро.
- 1974 — Просто скажи это завтра.
- 1978 — Вивиана — Марсело.
- 1978 — Где кончается дорога.
- 1979 — Анхель Герра
- 1986 — Хитрость — Давид.
- 1987—88 — Дикая Роза — Полицейский агент.
- 1987 — Путь к славе — Епископ Мора дель Рио.

### Дубляж

#### Зарубежные актёры, озвученные Эдуардом Алькарасом
- Франко Спортелли
- Адольфо Сели
- Мильтон Родригес